# The Stooges (album)
The Stooges este eponimul album de debut al trupei rock The Stooges. A fost lansat în august 1969 ajungând până pe locul 106 în topul Billboard al albumelor. Două cântece, "I Wanna Be Your Dog" și "1969", au fost lansate ca singleuri. 

## Tracklist
1. "1969" (4:05)
2. "I Wanna Be Your Dog" (3:09)
3. "We Will Fall" (10:18)
4. "No Fun" (5:15)
5. "Real Cool Time" (2:32)
6. "Ann" (2:59)
7. "Not Right" (2:51)
8. "Little Doll" (3:20)

- Toate cântecele au fost scrise de Dave Alexander, Ron Asheton, Scott Asheton și Iggy Pop.

## Single-uri
- "I Wanna Be Your Dog" (1969)
- "1969" (1969)

## Componență
- Iggy Pop - voce (creditat pe album ca "Iggy Stooge")
- Dave Alexander - bas
- Ron Asheton - chitară, voce
- Scott Asheton - baterie
- John Cale - pian, violă pe "We Will Fall"